# قائمة علامات اضطرابات الغوص وأعراضها

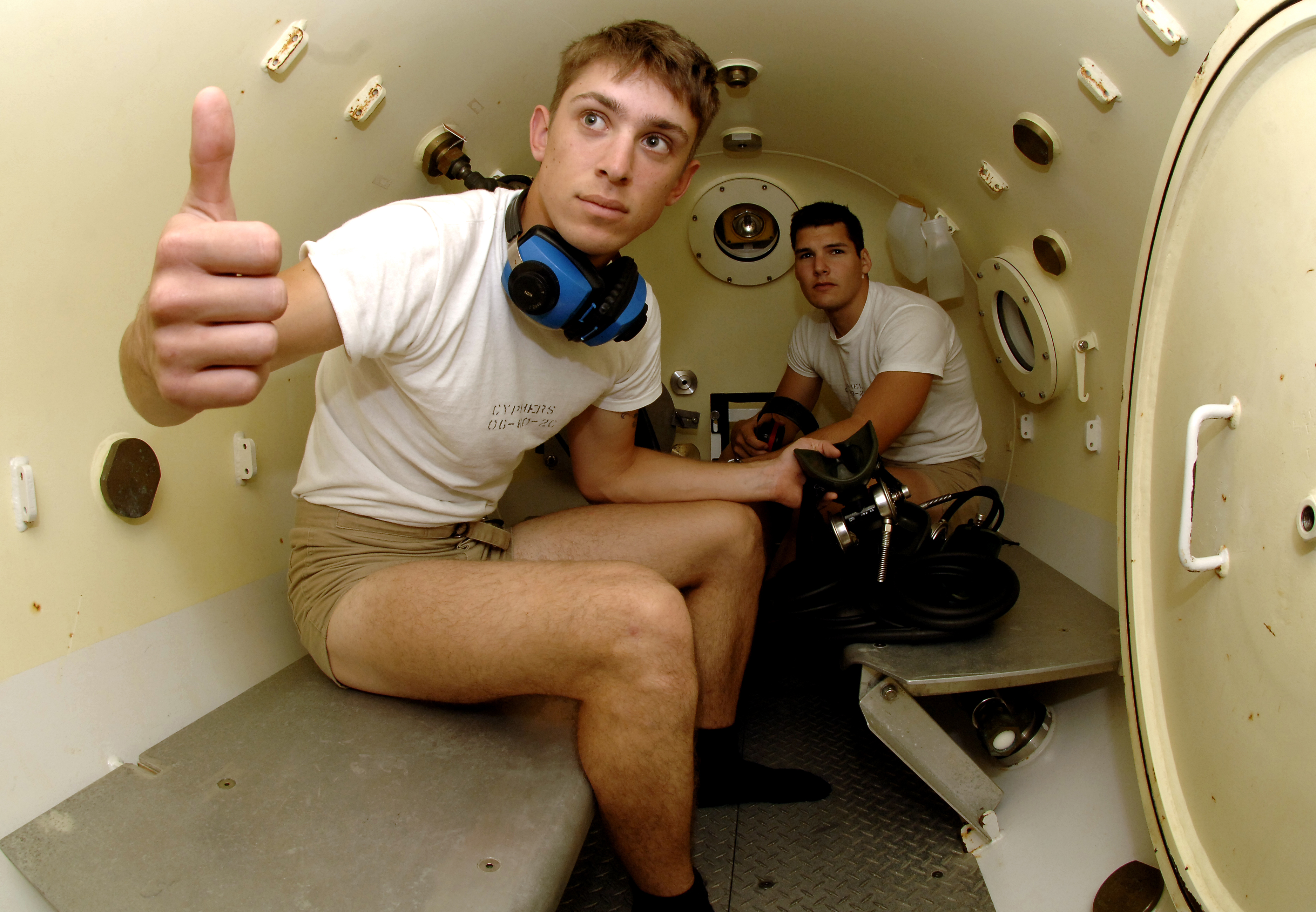
تُستعمل حُجرة إعادة الضغط في علاج بعض اضطرابات الغوص ولتدريب الغواصين على إدراك أعراض هذه الاضطرابات

اضطرابات الغوص هي حالاتٌ طبية تنشأ خصيصًا عن الغوص. قد تظهرُ علامات وأعراض هذه الاضطرابات أثناء الغوص أو على السطح أو حتى بعد عدة ساعاتٍ من الغوص. يجب على الغواصين أن يتنفسوا غازًا يكون بنفس الضغط المحيط بهم، والذي قد يكون أكبر بكثير من الضغط الموجود على السطح، حيثُ يزداد الضغط المحيط تحت الماء بمقدار 1 جو قياسي (100 كيلوباسكال) لكل 10 أمتار (33 قدمًا) من العمق.
الحالات الطبية الأساسية هيَّ: علة تخفيف الضغط (والتي تشملُ مرض تخفيف الضغط والانصمام الهوائي الشرياني)، والتخدر بالنيتروجين، ومتلازمة الضغط العالي العصبي، والتسمم بالأكسجين، والإصابة الضغطية الرئوية (انفجار الرئة). قد تحدثُ هذه الحالات نتيجةً لأسبابٍ أُخرى، ولكنها تُشكل مصدرَ قلقٍ خاص أثناء أنشطة الغوص.
تحدثُ هذه الاضطرابات بسبب تنفسِ الغاز على ضغوطٍ عالية في الأعماق؛ لذلك غالبًا ما يتنفس الغواصون خليطًا غازيًا مختلفًا عن الهواء بهدف تخفيف هذه الآثار. يُستعمل النيتروكس (يحتوي كمياتٍ أكبر من الأكسجين وأقل من النيتروجين) عادةً كغازٍ للتنفس؛ بهدف تقليل خطر حدوث مرض تخفيف الضغط في الغوص الترفيهي على أعماقٍ تصل إلى حوالي 40 مترًا (130 قدمًا). يُمكن إضافة الهيليوم لتقليل كمية الأكسجين والنيتروجين الموجودة في خليط الغاز وذلك عند الغوص لمسافاتٍ أعمق؛ حيثُ تساعد على تقليل آثار التخدر وتجنب خطر التسمم بالأكسجين. إنَّ هذا الأمر يزداد تعقيدًا على أعماقٍ تتجاوز حوالي 150 مترًا (500 قدمًا)؛ وذلك لأنَّ خليط أكسجين-هيليوم (هيليوكس) على هذه الأعماق يُسبب متلازمة الضغط العالي العصبي. لذلك تُستخدم مَخاليط أكثر غرابة مثل الهيدريليوكس، وهو خليطٌ من هيدروجين-هيليوم-أكسجين، ويستعمل عادةً على أعماقٍ كبيرة لتجنب الآثار التي قد تحصل.

## مرض تخفيف الضغط

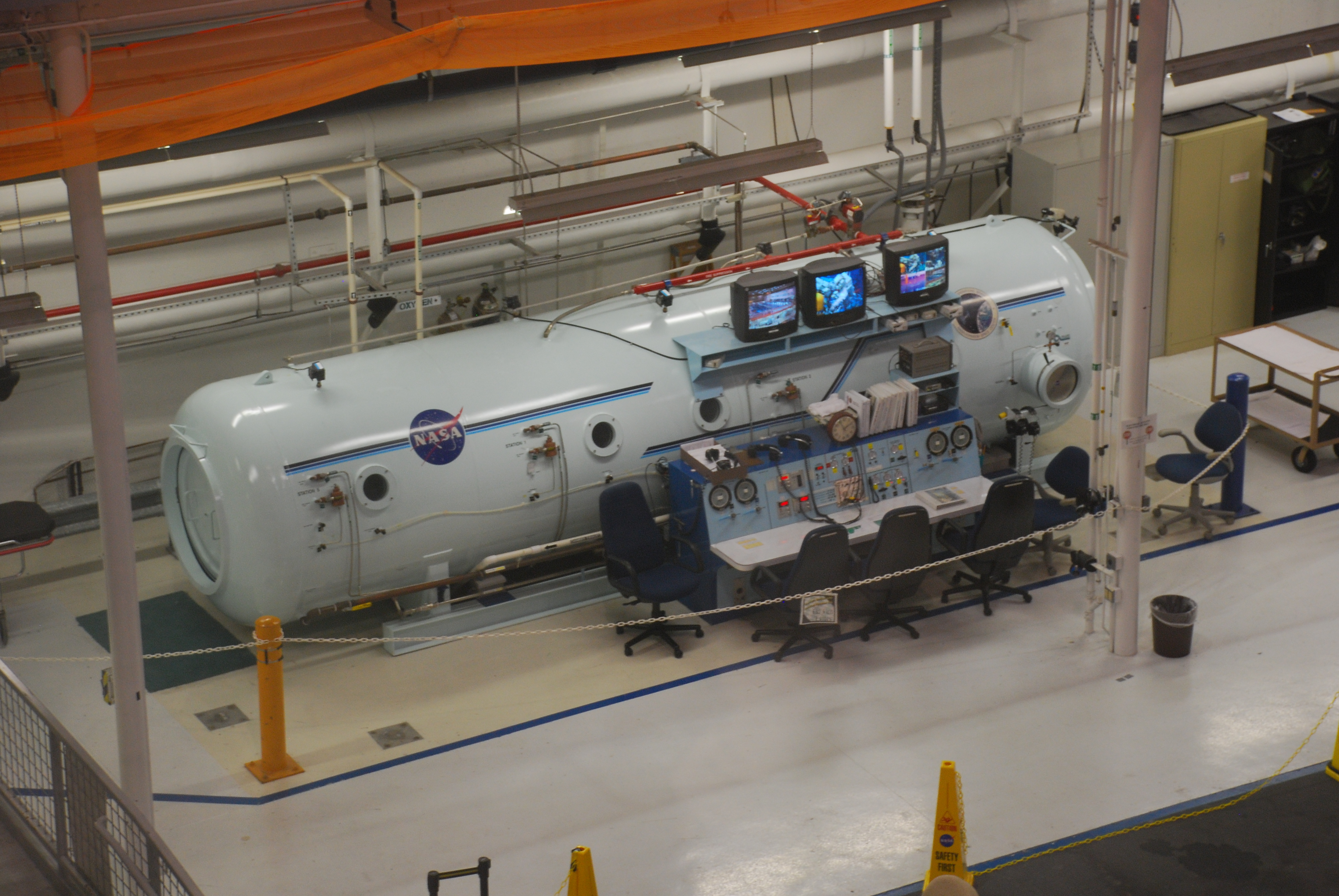
حجرةُ إعادة الضغط في مختبر الطفو المحايد، حيثُ تستعمل في التدريب وعلاج مرض تخفيف الضغط

عند تنفس الغاز تحت ضغطٍ عالٍ وذوبانهُ في أنسجة الجسم، فإنَّ الغاز يؤدي لتشكلِ فقاعاتٍ، بسبب انخفاض الضغط الحاصل أثناء الصعود من الغوص، مما يؤدي لحدوثِ مرض تخفيف الضغط، والذي قد يترتبُ عليه عددٌ من الأعراض التي تتراوح من حدوث ألمٍ في المفاصل بسبب تشكل الفقاعات فيها إلى حدوث انسدادٍ في شريانٍ مما يؤدي إلى تلفٍ في الجهاز العصبي أو شللٍ أو قد يؤدي حتى إلى الوفاة. يُلاحظ مرض تخفيف الضغط غالبًا في الكتفين والمرفقين والركبتين والكاحلين، وذلك على الرغم من أنَّ الفقاعات قد تتشكل في أي مكانٍ في الجسم. يحدثُ ألم المفاصل في حوالي 90% من حالات مرض تخفيف الضغط المُوثقة في بحرية الولايات المتحدة، مع أعراضٍ عصبيةٍ وجلديةٍ في 10-15% من الحالات. من النادر حدوث مرض تخفيف الضغط الرئوي لدى الغواصين. يظهرُ الجدول أدناه آثار مرض تخفيف الضغط بناءً على العضو المتأثر وموقع الفقاعة.
| النوع       | موقع الفقاعة          | المظاهر السريرية |
| ----------- | --------------------- | --- |
| عضليٌ هيكلي  | المفاصل الكبيرة غالبًا | - ألمٌ عميقٌ مُحدد الموقع، تتراوح شدته من طفيفٍ إلى شديد، حيث يكون أحيانًا ألمًا ثقيلًا، ونادرًا ما يكون حادًا - يتفاقمُ الألم مع حركة المفصل الفاعلة واللافاعلة - قد يقلُ الألم عن طريق ثني المفصل لإيجاد وضعيةً أكثر راحةً - يحدثُ الألم مباشرةً عند الوصول إلى السطح أو بعد عدة ساعاتٍ من ذلك                        |
| جلدي        | الجلد                 | - حكة غالبًا ما تكون حول الأذنين والوجه والعنق والذراعين والجذع العلوي - تنميل (إحساسٌ بأنَّ حشراتٍ صغيرةٍ تزحف على الجلد) - فرقعةٌ تحت الجلد أو جلدٌ مرمريٍ أو مبقع، وغالبًا ما يكون حول الكتفين والصدر العلوي والبطن، ويترافق مع حكة - تورمٌ في الجلد مترافقٌ مع انخماصاتٍ جلديةٍ صغيرةٍ تُشبه الندبة (وذمةٌ انطباعية) |
| عصبي        | الدماغ                | - تغيرٌ في الوعي، ومذل (وخزٌ أو خدر)، وفرطٌ في الإحساس - ارتباكٌ أو فقدانٌ في الذاكرة - اضطراباتٌ بصرية [الإنجليزية] - تحولٌ مزاجي غير مُفسرٍ أو تغيراتٍ في السلوك - نوبةٌ وفقدانٌ في الوعي |
| عصبي        | النخاع الشوكي         | - ضعفٌ أو شللٌ صاعدٌ في القدمين - ألمٌ بطنيٌ أو صدريٌ حزامي - تبولٌ لاإداري وسلسٌ في البراز |
| بنيوي       | كامل الجسم            | - صداع - إعياءٌ غير مُفسر - توعكٌ عام، وألمٌ غير مُحددٍ بموقع |
| سمعي دهليزي | الأذن الداخلية        | - فقدان في التوازن - دوخة، دوار، غثيان، تقيؤ - فقدانُ في السمع |
| رئوي        | الرئتين               | - سعالٌ جافٌ مُستمر - ألمٌ صدريٌ حارق أسفل القص، ويتفاقمُ مع التنفس - ضيقٌ في النفس |

## الانصمام الهوائي الشرياني والإصابة الضغطية الرئوية

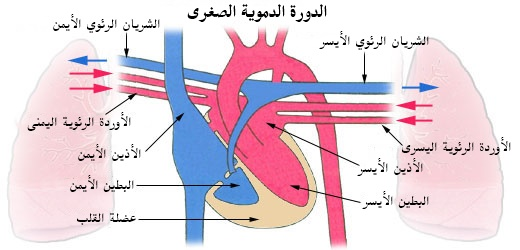
الدورة الدموية الصغرى (الدورة الرئوية)

إذا لم يستطع الهواءُ المضغوط في رئتي الغواص النفاذَ بِحُريةٍ أثناء الصعود (خاصةً الصعود السريع)، فإنه قد يَحدثُ تمزقٌ في أنسجة الرئةِ مُسببًا إصابةً ضغطية (رضح ضغطي)، مما قد يسمحُ للهواء بالدخول إلى الدورة الدموية الشريانية مُسببًا انصمامًا هوائيًا شريانيًا، والذي يترافق مع آثارٍ مشابهة للحالات الشديدة من مرض تخفيف الضغط. على الرغم من أنَّ الانصمام الهوائي الشرياني قد يحدثُ نتيجةً لأسبابٍ متنوعة، إلا أنهُ غالبًا ما ينتجُ عن إصابةٍ ضغطية، كما أنهُ يُعتبر ثاني أكثر الأسباب شيوعًا للوفاة أثناء الغوص (يُعتبر الغرق أكثر الأسباب شيوعًا). قد يؤدي وجود فقاعاتٍ غازيةٍ في الدورة الدموية الشريانية إلى حدوث انسدادٍ في شريانٍ معين، مما يمنع وصول الدم إلى جزءٍ من الجسم بما في ذلك الدماغ؛ لذلك قد تظهرُ مجموعةٌ متنوعةٌ من الأعراض. يُظهر الجدول أدناه العلامات والأعراض التي لُوحظت في أكثر من 10% من الحالات المُشخصة بالانصمام الهوائي الشرياني، مع نسبٍ تقديرية لمدى تكرار حدوثها.
| العرض الطبي                       | نسبة الحدوث (%) |
| --------------------------------- | --------------- |
| فقدان الوعي                       | 81              |
| خرخرة أو أزيزٌ رئوي                | 38              |
| دمٌ في الأذن                       | 34              |
| انخفاضٌ في المنعكسات               | 34              |
| ضعفٌ شديدٌ أو شلل                   | 32              |
| ألمٌ صدري                          | 29              |
| تنفسٌ غير منتظمٍ أو انقطاعٌ في النفس | 29              |
| تقيؤ                              | 29              |
| غيبوبة دون تشنجات                 | 26              |
| سعالٌ دموي                         | 23              |
| فقدان الحس                        | 21              |
| ذهول وارتباك                      | 18              |
| تغيراتٌ في الرؤية                  | 20              |
| توقف القلب                        | 16              |
| صداع                              | 16              |
| تغيراتٌ حركيةٌ أحادية الجانب        | 16              |
| تغيرٌ في المشية أو رنح             | 14              |
| التهاب الملتحمة                   | 14              |
| استجابةٌ بطيئة في الحدقتين         | 14              |
| دوار                              | 12              |
| غيبوبة مع تشنجات                  | 11              |

## تخدر بالنيتروجين

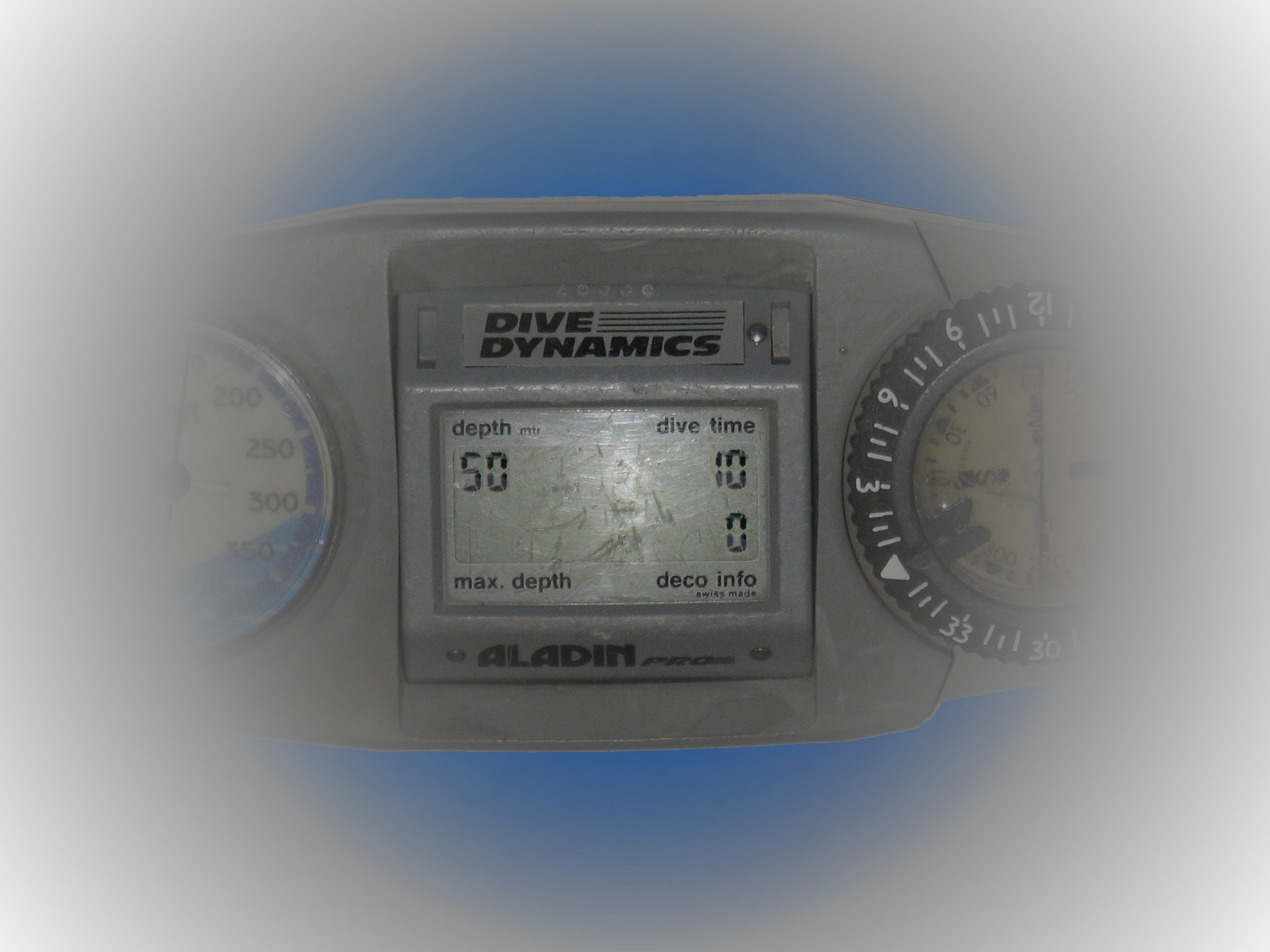
قد يؤدي التخدر لحدوث رؤيةٍ نفقية، مما يزيد من صعوبة قراءة المقاييس المتعددة

يحدثُ التخدر بالنيتروجين بسبب ضغط الغاز المُذاب في الجسم، حيثُ يؤدي لضعفٍ في الجهاز العصبي، مما يُسبب تقلباتٍ في عمليات التفكير مع انخفاضٍ في قدرة الغواص على إصدار القرارات أو إجراء الحسابات، كما قد تُسبب انخفاضًا في المهارات الحركية، وتزيد من سوء الأداء في المهام التي تتطلب مهارةً يدوية. كُلما زاد العمق فإنَّ الضغط يزيد وبالتالي تزداد شدة التخدر. قد تختلف الآثار بشكلٍ كبيرٍ من شخصٍ لآخر، ومن يومٍ لآخر لنفس الغواص. قد لا يُدرك الغواص حدوث الأعراض بسبب التقلبات الإدراكية التي يُسببها التخدر، ولكن الدراسات أظهرت بأنَّ الضعف يحدثُ حتى لو لم يُدركه الغواص. يؤثر اختيار غاز التنفس على العمق الذي سيحدث فيه التخدر، لذلك فإنَّ الجدول أدناه يُظهر العلامات والأعراض النموذجية التي تحدث عند استنشاق هواء التنفس.
| الضغط (بار) | العمق (متر) | العمق (القدم) | المظاهر |
| ----------- | ----------- | ------------- | --- |
| 1–2         | 0–10        | 0–33          | - أعراضٌ بسيطة غير ملحوظة أو غير موجودة |
| 2–4         | 10–30       | 33–100        | - ضعفٌ طفيف في أداء المهام غير المُنجزة - ضعفٌ طفيف تسبيبي - يحتمل حدوث ابتهاج طفيف |
| 4–6         | 30–50       | 100–165       | - تأخرٌ في الاستجابة للمنبهات المرئية والسمعية - تأثر الذاكرة العاملة والتسبيبية أكثر من تآزرية العضلات - أخطاءٌ حسابية وخياراتٌ خاطئة - تثبيت الفكرة - ثقة زائدة وإحساسٌ بالرفاه - قهقهة وثرثرة، والتي يمكن التغلب عليها عن طريق ضبط النفس - قلق (شائع في المياه الباردة المعتمة) |
| 6–8         | 50–70       | 165–230       | - نعاس، وضعفٌ في القرارات، وارتباك - هلوسة - تأخرٌ شديد في الاستجابة للإشارات والتعليمات والمنبهات الأُخرى - دوخة عرضية - قهقهة غير مُنضطبة، وهستيريا - ذعر في بعض الحالات |
| 8–10        | 70–90       | 230–300       | - تركيزٌ قليل وارتباكٌ عقلي - ذهولٌ مع انخفاضٍ في الحذق واتخاذ القرار - فقدان الذاكرة، وزيادة الاستثارة |
| 10+         | 90+         | 300+          | - هلوسة - زيادة شدة الرؤية والسمع (فرط الإحساس) - شعور لإغماء وشيك، وابتهاج، ودوخة - حالات من الهوس أو الاكتئاب - شعورٌ بالخفة وغياب الشعور بالزمن - تغيراتٌ في مظهر الوجه - فقدان الوعي، موت                                                                                    |

## متلازمة الضغط العالي العصبي

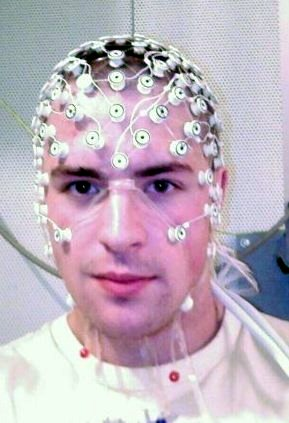
شبكة تسجيل تخطيط أمواج الدماغ

يُعتبر الهيليوم أقل الغازات تخديرًا، وقد يستخدمُ الغواصون خليطًا تنفسيًا يحتوي على نسبةٍ من الهيليوم أثناء الغوص لعمقٍ يتجاوز 40 مترًا (130 قدمًا). في ستينات القرن العشرين، كان من المُتوقع بأنَّ التخدر بالهيليوم يظهرُ بوضوحٍ على عمق 300 مترًا (1000 قدمًا)، ولكن وُجدَ بأنَّ أعراضًا مُختلفةً مثل الرعاش قد ظهرت على عمقٍ أقل في حوالي 150 مترًا (500 قدمًا). أصبحت هذه الحالة معروفةً باسم متلازمة الضغط العالي العصبي، حيثُ ينتج تأثيرها عن سرعة النزول والعمق المُطلق. يكون التأثيرُ مستقرًا وقابلًا لتكرار الحدوث في الأفراد، ولكنه قد يختلف من شخصًا لآخر. تُظهر القائمة أدناه ملخصًا للأعراض التي لُوحظت تحت الماء وفي الدراسات التي تستخدم محاكاة للغطس في حالةٍ جافةٍ، باستعمال حجرات إعادة الضغط ومراقبات تخطيط أمواج الدماغ.
| العرض الطبي               | ملاحظات |
| ------------------------- | --- |
| ضعف                       | ضعفٌ في الأداء الحركي والفكري. يلاحظُ حدوث ضعف بنسبة 20% في القدرة على أداء الحسابات والمهارات اليدوية عند عمق 180 مترًا (600 قدمًا)، ويزداد الضعف ليصل 40% عند عمق 240 مترًا (800 قدمًا).                              |
| دوخة                      | قد يحدُث دوار وغثيان وتقيؤ لدى الغواصين على عمق 180 مترًا (600 قدمًا). أجريت دراساتٌ حيوانية في ظروفٍ أشد قسوة فحدثت تشنجات.                                                                                           |
| رعاش                      | لُوحظ حدوثُ رعاش في اليدين والذراعين والجذع من 130 مترًا (400 قدمًا) فصاعدًا. يحدث الرعاش بتردد يتراوح بين 5-8 هيرتز، وترتبط شدتها بسرعة الانضغاط، حيثُ يقل الرعاش وقد يختفي عند استقرار الضغط.                         |
| تغيرات تخطيط أمواج الدماغ | في أعماق تتجاوز 300 مترًا (1000 قدمًا)، لوحظ حدوث تغيراتٍ في مخطط أمواج الدماغ، حيث ظهرت موجات ثيتا [الإنجليزية] (4-6 هيرتز) وانخفاضٌ في موجات ألفا (8-13 هرتز).                                                      |
| نُعاس (نيمومة)             | في أعماق تتجاوز بداية تغييرات تخطيط أمواج الدماغ، أصبح أفراد الاختبار يدخلون في النوم بشكلٍ متقطع، مع ملاحظة مرحلتي النوم 1 و2 في تخطيط أمواج الدماغ. حتى عند الضغط على أعماقٍ ضحلة، يستمر التأثير لمدة 10-12 ساعة. |

## تسمم بالأكسجين

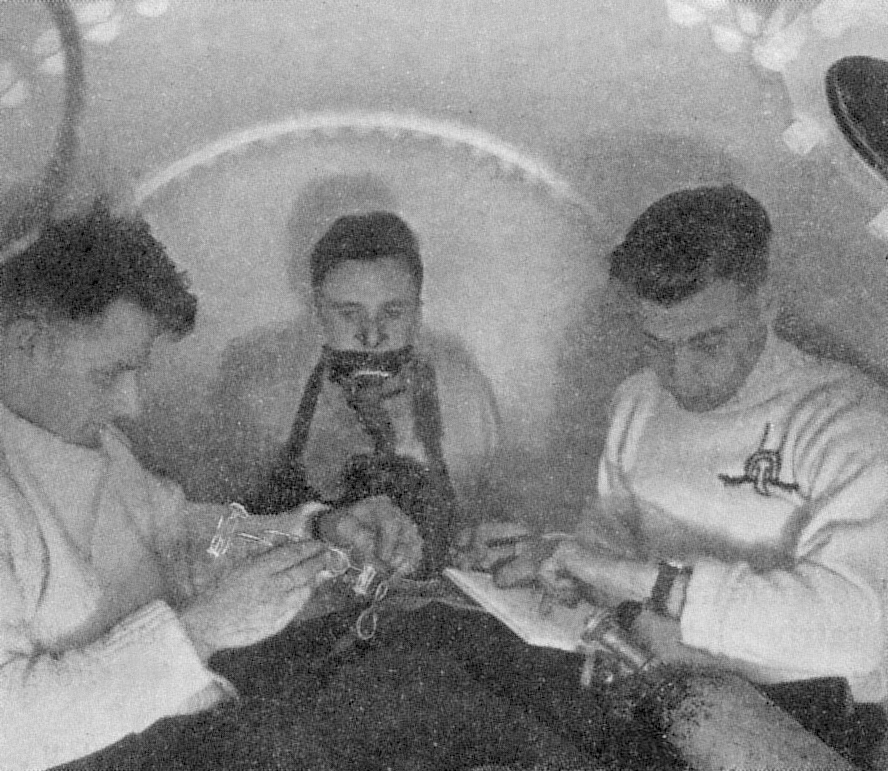
خلال الحرب العالمية الثانية، أجرى البروفيسور كينيث دونالد اختباراتٍ مُكثفة حول التسمم بالأكسجين لدى الغواصين. يتم ضغط الغرفة بالهواء إلى 3.7 بار (370 كيلوباسكال; 54 رطل لكل بوصة مربعة). الفرد في المنتصف يتنفس الأكسجين بنسبة 100% عبر قناع.

على الرغم من أنَّ الأكسجين ضروريٌ للحياة، إلا أنَّ وجوده بتركيزاتٍ أكبر من المُعتاد يؤدي لتأثيرٍ سُمي يتغلب على الدفاعات الطبيعية للجسم (مضادات التأكسد)، مُسببًا موتًا للخلايا في أي جزءٍ من الجسم. تتأثر الرئتين والدماغ بشكلٍ خاص بالضغط الجزئي العالي للأكسجين، وهذا ما يحدث في الغوص. يُمكن أن يتحمل الجسم الضغوط الجزئية للأكسجين حول 0.5 بار (50 كيلوباسكال; 7.3 رطل لكل بوصة مربعة) إلى أجلٍ غير مسمى، ويصل إلى 1.4 بار (140 كيلوباسكال; 20 رطل لكل بوصة مربعة) لعدة ساعات، ولكن الضغوط الجزئية العالية تزيد سريعًا من فرصة التأثير الأكثر خطورة للتسمم بالأكسجين، وهو حدوث اختلاجٍ يُشبه النوبة الصرعية. تتنوع القابلية للتسمم بالأكسجين بشكل كبير من شخصٍ لآخر، وبدرجة أقل من يوم لآخر لنفس الغواص. قبل حدوث الاختلاج، قد تظهر عدة أعراض أبرزها الأورة.
خلال عامي 1942 و1943، أجرى البروفيسور كينيث دونالد، الذي يعمل في وحدة الغوص الأميرالية التجريبية، أكثر من 2000 تجربة على الغواصين لفحص آثار التسمم بالأكسجين. حتى الآن، لم يتم إجراء أي سلسلة من الدراسات المماثلة. في إحدى التجارب، عرضَّ البروفيسور كينيث 36 غواصًا سليمًا إلى 3.7 بار (370 كيلوباسكال; 54 رطل لكل بوصة مربعة) من الأكسجين في حجرة، وهذا يُعادل تنفس الأكسجين النقي على عمق 27 مترًا (90 قدمًا)، ثم قام كينيث بتسجيل وقت ظهور عددٍ من العلامات والأعراض. أُصيب خمسة منهم بالاختلاج، وظهرت أعراضٌ حادة لدى الآخرين ولكنهم تعافوا عند عودتهم إلى الضغط الطبيعي. يُلخص الجدول أدناه نتائج تكرار الحدوث النسبي للأعراض، ووقت الظهور المُبكر والمتأخر لها كما لاحظها البروفيسور كينيث، كما يُوضح الجدول مجموعةً واسعة من الأعراض والتباين الكبير في ظهورها بين الأفراد النموذجيين المُصابين بتسمم الأكسجين.
| العلامات والأعراض  | نسبة الحدوث (%) | وقت الظهور المبكر (دقيقة) | وقت الظهور المتأخر (دقيقة) |
| ------------------ | --------------- | ------------------------- | -------------------------- |
| نفضان الشفاه       | 25              | 6                         | 67                         |
| دوار               | 5               | 9                         | 62                         |
| اختلاج             | 5               | 20                        | 33                         |
| غثيان              | 4               | 6                         | 62                         |
| تنفس تشنجي         | 3               | 16                        | 17                         |
| انبهار             | 2               | 9                         | 51                         |
| إغماء              | 2               | 15                        | 16                         |
| أورة فوق معدية     | 2               | 18                        | 23                         |
| نفضان ذراعي        | 2               | 21                        | 62                         |
| وهج                | 2               | 51                        | 96                         |
| تشنج الحجاب الحاجز | 1               | 7                         | 7                          |
| نخز                | 1               | 9                         | 9                          |
| ارتباك             | 1               | 15                        | 15                         |
| سيادة الشهيق       | 1               | 16                        | 16                         |
| فقدان الذاكرة      | 1               | 21                        | 21                         |
| نعاس               | 1               | 26                        | 26                         |
| نيمومة             | 1               | 51                        | 51                         |
| ابتهاج             | 1               | 62                        | 62                         |
| تقيؤ               | 1               | 96                        | 96                         |

ملاحظة
1. ↑  طبيعيًا، يستغرق الشهيق وقتًا أقل من الزفير. لذلك تكون سيادة الشهيق عكس الطبيعي.